# Michel Vliegen
Michel Vliegen (Opglabbeek, 10 februari 1920 - Genk, 22 februari 2012) was een Belgisch CVP-politicus.
Vliegen was eerste schepen in de gemeente Opgabbeek van 1976 tot 1982 en provincieraadslid in Limburg van 1965 tot 1974. Beroepshalve was hij secretaris van het CM-ziekenfonds en in Opglabbeek medeoprichter van Ziekenzorg.